# Campoloro
Campoloro (en corse : Campulori [kãɱpuˈloːri]) est une ancienne piève de Corse. Située dans l'est de l'île, elle relevait de la province d'Aléria sur le plan civil et du diocèse d'Aléria sur le plan religieux.

## Géographie
Le territoire de l'ancienne pieve du Campulori correspond aux territoires des communes actuelles de :
- Valle-di-Campoloro (en corse E Valle) ;
- Cervione (en corse Cervioni) ;
- Sant'Andréa-di-Cotone (en corse Sant'Andria di U Cotone);
- San-Giuliano (en corse San Ghjulianu).

Campoloro est une piève de la façade orientale de la Corse, située entre les pièves de Moriani et de Verde.
Au XVIe siècle vers 1520,  elle avait pour lieux habités : Cerbione, Lo Mogeto, La Mascheragia, La Formicagia, Li Canali, La Gallagia, Villanova au nord. Au sud Ziglio, Cheillaschi, Lo Cotone, Le Teggie, Lo Castagno, Lo Pogiolo, La Falconagia, Lo Soverto, Lo Pogio, La Casalta, Vigliani, Favalello, Pantaglione, Carriglia.
Les pièves limitrophes de Campoloro sont :

## La pieve religieuse
L'église piévane, ou pieve du Campulori, était l'église de San Ghjulianu, située sur la commune du même nom. C'est aujourd'hui une église ruinée, transformée en rurale et en séchoir à châtaigne, d'après Geneviève Moracchini-Mazel . On l'appelle encore A Pieve d'après la tradition orale rapportée par G. Moracchini-Mazel, qui date les maçonneries du IXe siècle. 

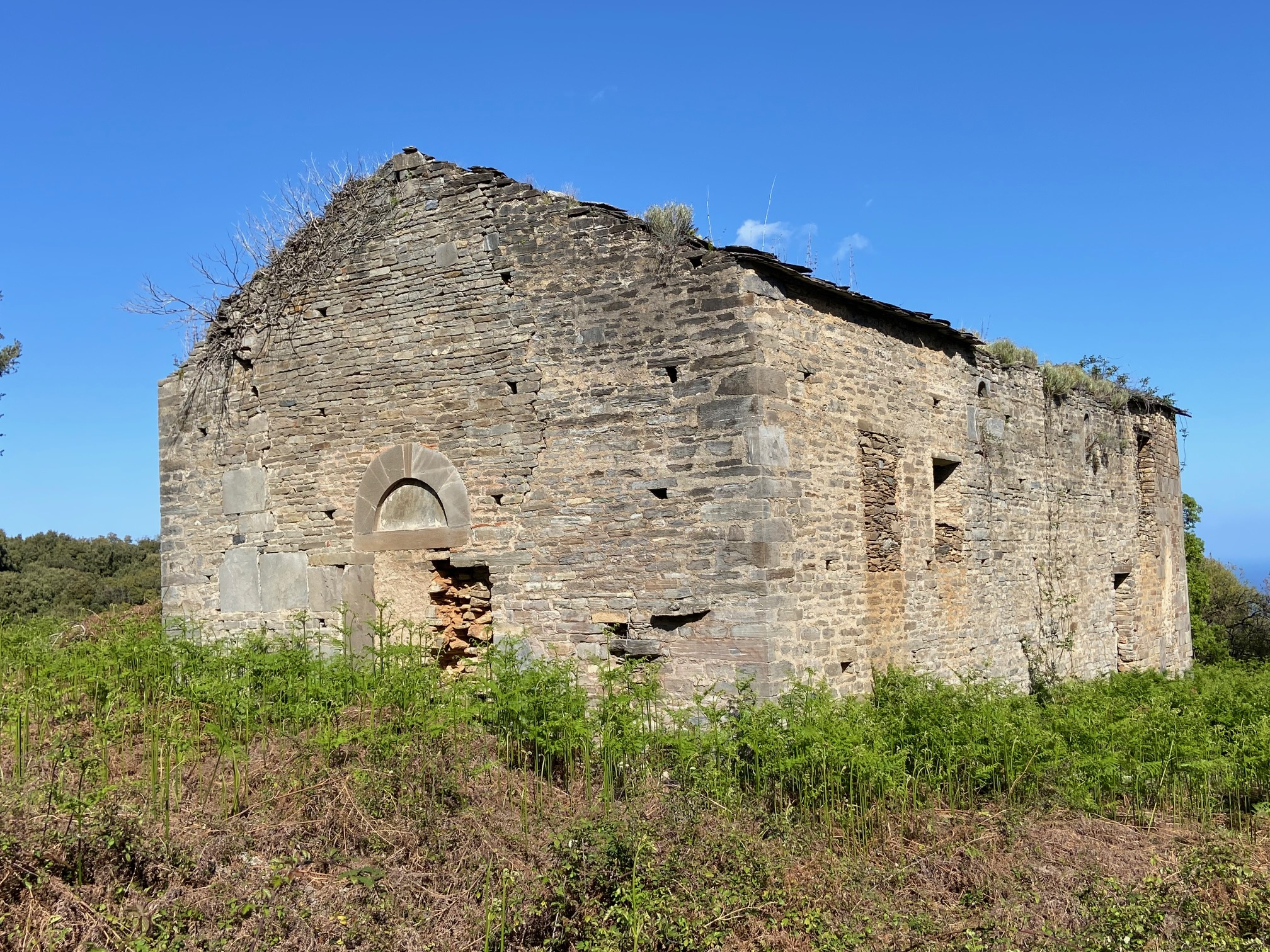
L'ancienne église ruinée de San Ghjulianu, pieve du Campulori